# Pandanus epiphyticus
Pandanus epiphyticus är en enhjärtbladig växtart som beskrevs av Ugolino Martelli. Pandanus epiphyticus ingår i släktet Pandanus och familjen Pandanaceae. Inga underarter finns listade.